# Íris Meinberg
Íris Meinberg (Três Pontas, 19 de fevereiro de 1908 — São Paulo, 31 de julho de 1973) foi um advogado, promotor e político brasileiro mais conhecido por ter sido diretor da Novacap (Companhia Urbanizadora da Nova Capital do Brasil) e um dos fundadores de Brasília.
Reconhecido por seu trabalho, foi homenageado com uma praça em frente ao Fórum Criminal da Barra Funda em São Paulo e com uma rua na Granja Viana onde detinha chácara.
Foi também o construtor e primeiro morador da Granja do Torto.